# 角谷敏朗
角谷 敏朗（かくたに としろう、1950年10月30日 - ）は、フリーアナウンサー。山陰放送（BSS）の元アナウンサー。「角兵衛」の愛称で知られる。

## 経歴
鳥取県岩美郡岩美町出身、早稲田大学卒業。1973年山陰放送に入社。血液型はB型、星座はさそり座。高校生時代は弁護士志望、大学生時代は商社入社希望だったが、大学卒業間近に進路をアナウンサーに変えたという経緯がある。
山陰放送（BSS）のアナウンサーとして、ラジオ番組『角兵衛のミッドナイトパートナー』を12年半、ラジオ番組『角兵衛のGO!GO!パープル』を11年半務めた。のち東京支社長。2009年6月からラジオ総局局長。2013年から、フリーアナウンサーとなる。趣味は競馬で、ウインズ米子で開催されるイベントなどでも司会を務めている。

## BSSでの担当番組
テレビ
- テレポート山陰

ラジオ
- 角兵衛のミッドナイトパートナー
- ラジオでキャッチ
- 自由ほんぽーおしゃべり本舗
- ご近所わいど今日もハレルヤ!
- 角兵衛のGO!GO!パープル
- 角さん、みずえのハートに火をつけて - 2015年4月から放送

## フリーでの出演番組
- 夢の舞台へ!第80回日本ダービー直前ナビ（2013年6月26日、BSS）